# Noctua pronubaminor
Noctua pronubaminor är en fjärilsart som beskrevs av De Villers 1789. Noctua pronubaminor ingår i släktet Noctua och familjen nattflyn. Inga underarter finns listade i Catalogue of Life.